# آرا گورزادیان
آرا سارگسی گورزادیان (ارمنی: Արա Սարգսի Գուրզադյան؛ زاده ۱۱ سپتامبر ۱۹۵۳ - درگذشته ۱ دسامبر ۲۰۰۳) نقاش و فیلسوف اهل ارمنستان بود.

## زندگی‌نامه
وی در ۱۱ سپتامبر ۱۹۵۳ در ایروان به دنیا آمد و از دانشگاه دولتی ایروان (۱۹۷۵) فارغ‌التحصیل گشت. وی در مرکز ملی زیبایی‌شناسی هنریک ایگیتیان (۲۰۰۳–۱۹۸۲) فعالیت می‌کرد. وی همچنین برنده جوایزی همچون مدال طلای وزارت فرهنگ جمهوری ارمنستان (۲۰۰۲) شد. وی در ۱ دسامبر ۲۰۰۳ در سن ۵۰ سالگی درگذشت.